# Eduard Berner
Eduard Berner (23. maj 1801 i Helsingør – 5. september 1837 i Tunis) var en dansk kammerjunker og generalkonsul, bror til Alexander George Berner.

## Karriere
Han var søn af kaptajn i Søetaten og senere toldinspektør på Helsingørs Bro Andreas Alexander Berner (1753-1825) og dennes anden hustru Margaretha Elisabeth født Brown (1765-1838). Han var kammerjunker og dansk generalkonsul i Tunis.
Han blev gift 12. juni 1824 i Frederiks Tydske Kirke med Amalie Bügel (16. marts 1803 - 15. juli 1842), der var medbesidderinde af Ringsted Klosters Fideikommis.